# Gallus lafayettii
Il gallo di Ceylon  anche gallo selvatico di Ceylon, gallo di Sri Lanka o gallo di Lafayette (Gallus lafayettii R. Lesson, 1831) è un uccello galliforme della famiglia dei Fasianidi.

## Descrizione

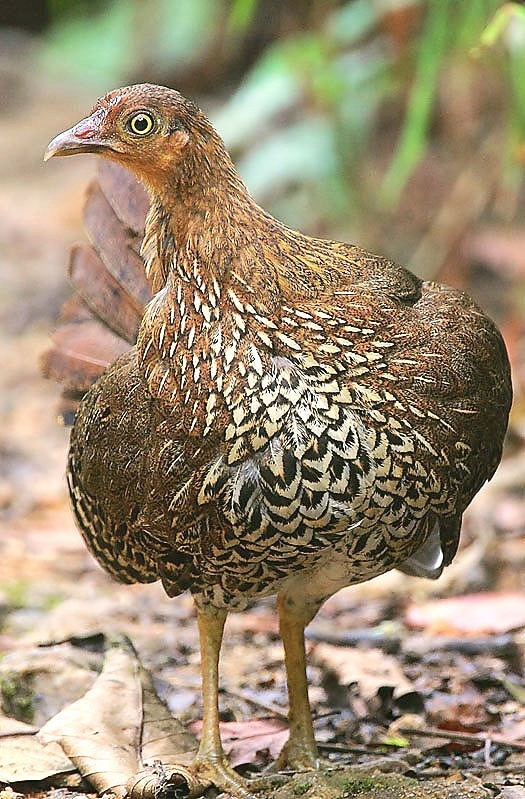
Femmina nella riserva forestale di Sinharaja.

### Dimensioni
Il maschio misura 66-72 cm di lunghezza per 790-1140 g di peso; la femmina circa 35 cm per 510-625.

### Aspetto
La morfologia di questa specie si allontana un po' da quella dei polli domestici. La sua silhouette, infatti, è più allungata, e tale struttura del corpo è ancor più accentuata dalla coda orizzontale con le prime penne falciformi piuttosto lunghe ma solo leggermente arcuate. Il piumaggio è lungo, in particolare per quanto riguarda le piume che ricoprono la parte alta del dorso e del petto; queste ultime sono rastremate come quelle del camaglio. Le penne lanceolate sulla parte posteriore dei fianchi sono numerose. La cresta è rossa, ma è ornata, al centro, da una larga banda gialla. Essa è di medie dimensioni ed è appena dentellata nel maschio e molto ridotta, quasi inesistente, nella femmina. Nel maschio la zona di pelle nuda sulla faccia forma, assieme agli «orecchioni», alla gola e ai due bargigli, una chiazza di pelle scarlatta. La tonalità generale del piumaggio è più chiara che nel gallo comune. Camaglio e petto sono giallo oro, talvolta rossi, con vermicolature scure a forma di fiamma al centro delle piume. I tarsi sono color carne e muniti di possenti speroni.

## Biologia
Il gallo di Ceylon adotta un comportamento alquanto timoroso nei confronti dell'uomo, salvo che nei luoghi poco frequentati. Si tiene di conseguenza a distanza da esso quando si aggira lungo le strade e i loro margini in cerca di cibo. Trascorre la notte appollaiato sugli alberi, ricoprendo i piedi sensibili al freddo con le lunghe piume del petto. I maschi si dimostrano assai bellicosi e si battono spesso tra loro durante la stagione della riproduzione.

### Alimentazione
Contrariamente al suo omologo indiano che è onnivoro, il gallo di Ceylon ha una dieta quasi esclusivamente vegetariana. Si nutre principalmente di semi che becca sui sentieri o rinviene nei campi coltivati vicino alle aree urbane.

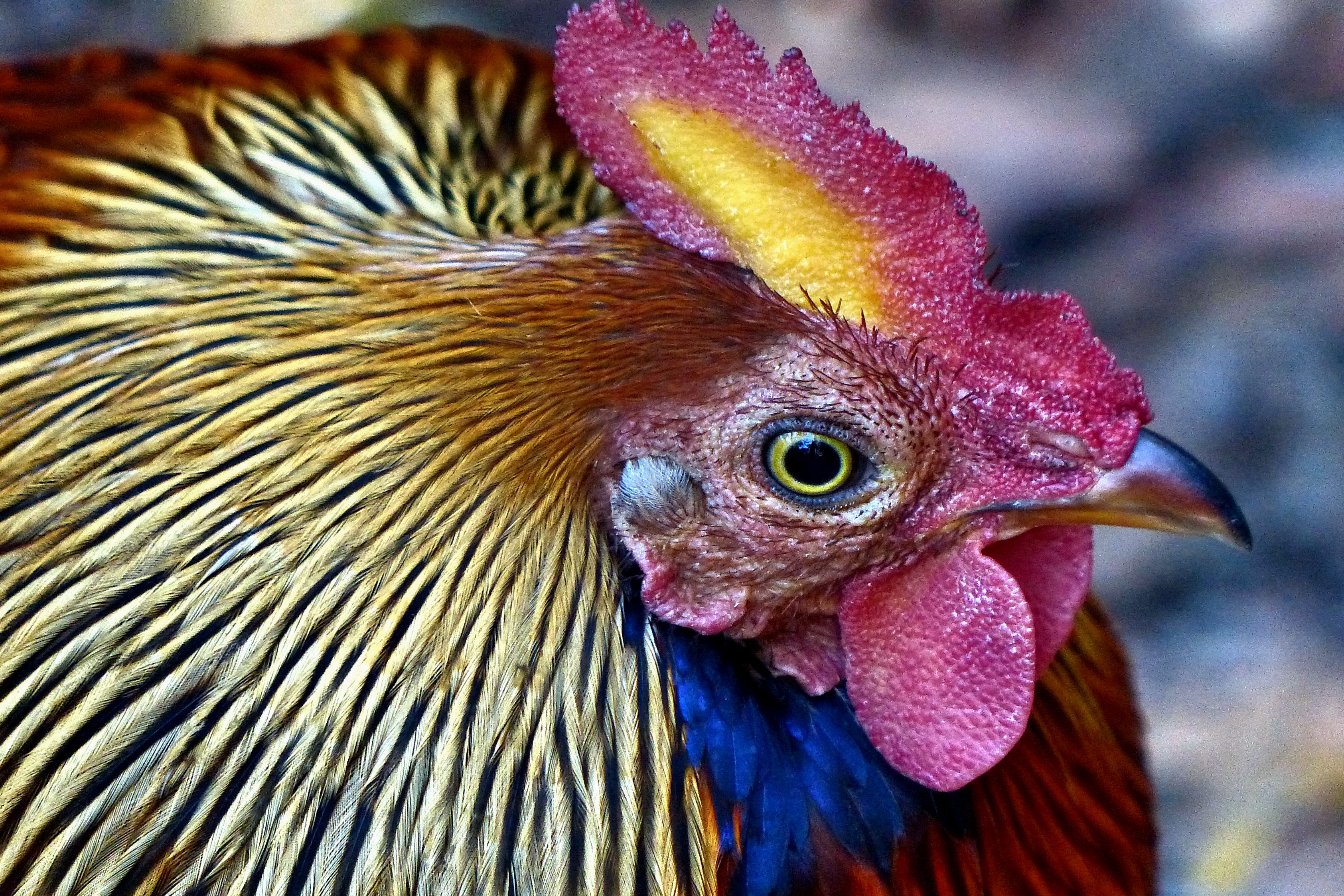
Primo piano del maschio.

### Riproduzione
Mentre alle nostre latitudini le covate, quasi sempre poco produttive, sono limitate al periodo compreso tra il mese di marzo e quello di agosto, nel loro paese di origine, con le condizioni climatiche adatte, i galli di Ceylon si riproducono durante la maggior parte dell'anno. I giovani indossano il piumaggio definitivo e diventano in grado di riprodursi solamente a partire dai due anni di età. Il nido è una depressione scavata nel terreno, al riparo di un albero o di un cespuglio, spesso di un ceppo elevato. L'animale può anche riutilizzare il nido in disuso di un'altra specie. La covata è composta da due a quattro uova di colore bianco sporco che vengono covate in media per 21 giorni.

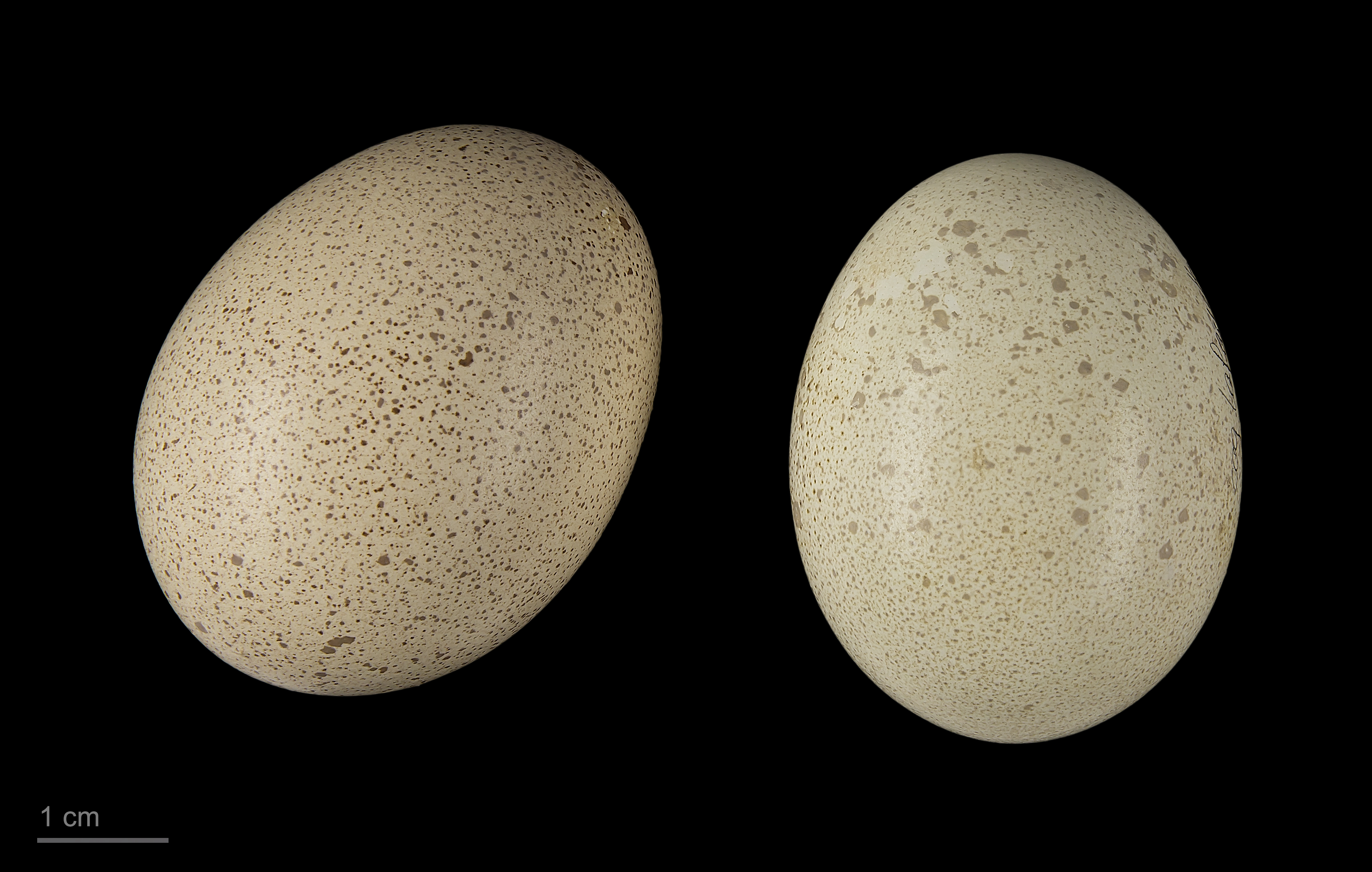
Gallus lafayettii

## Distribuzione e habitat
Endemico dello Sri Lanka, frequenta vari habitat, dalle boscaglie aride lungo la costa alle foreste pluviali delle montagne. È timoroso dell'uomo e si tiene alla larga dai villaggi, ma effettua volentieri incursioni all'interno delle coltivazioni e delle piantagioni alla ricerca di cibo.